# 派恩克里克 (明尼蘇達州休斯頓縣)
派恩克里克（英語：Pine Creek）是位於美國明尼蘇達州休斯頓縣拉克雷森特鎮區及威諾納縣新哈特福德鎮區的一個非建制地區。

## 地理
派恩克里克所處的海拔為高於海平面216米（即709英呎），而該地所採用的時區為UTC-6，即北美中部時區（CST）。同時該地設有夏令時間，為UTC-6調快一小時，即UTC-5（CDT）。